# Сен-Мартен-Булонь
Сен-Мартен-Булонь (фр. Saint-Martin-Boulogne) — коммуна во Франции, регион О-де-Франс, департамент Па-де-Кале, округ Булонь-сюр-Мер, кантон Булонь-сюр-Мер-2. Пригород Булонь-сюр-Мер, примыкает к нему с востока, в 1 км от автомагистрали А16 «Европейская».
Население (2018) — 11 226 человек.

## Достопримечательности
- Церковь Святого Мартина XVIII века
- Шато Ла Кошри (XIX века
- Шато Денакр (du Denacre) XVIII века
- Ветряная мельница XV века

## Экономика
Структура занятости населения:
- сельское хозяйство — 0,4 %
- промышленность — 5,3 %
- строительство — 5,3 %
- торговля, транспорт и сфера услуг — 56,1 %
- государственные и муниципальные службы — 32,8 %

Уровень безработицы (2017) — 16,6 % (Франция в целом — 13,4 %, департамент Па-де-Кале — 17,2 %). 

Среднегодовой доход на 1 человека, евро (2017) — 19 280 (Франция в целом — 21 110, департамент Па-де-Кале — 18 610).

## Демография
Динамика численности населения, чел.

## Администрация
Пост мэра Сен-Мартен-Булонь с 2020 года занимает социалист Рафаэль Жюль (Raphaël Jules). На муниципальных выборах 2020 года возглавляемый им левый список победил во 2-м туре, получив 44,87 % голосов (из трех списков).
| Период | Период | Фамилия          | Партия                                                                           | Примечания                                                                       |
| ------ | ------ | ---------------- | -------------------------------------------------------------------------------- | -------------------------------------------------------------------------------- |
| 1944   | 1983   | Жанниль Дюмортье | Французская секция Рабочего интернационала Социалистическая партия Разные правые | профессор, депутат Национального собрания, член Генерального совета департамента |
| 1983   | 1989   | Ален Огер        | Социалистическая партия                                                          | член Генерального совета департамента                                            |
| 1989   | 1989   | Мари-Луиза Депем | Социалистическая партия                                                          |                                                                                  |
| 1989   | 2009   | Ален Огер        | Социалистическая партия                                                          | член Генерального совета департамента                                            |
| 2009   | 2020   | Бристиан Бали    | Социалистическая партия                                                          | член Генерального совета департамента                                            |
| 2020   |        | Рафаэль Жюль     | Социалистическая партия                                                          |                                                                                  |

## Известные уроженцы
- Роберт Уильям (1911—1940), французский лётчик-ас во Второй мировой войне, награждён Орденом Почётного легиона.